# Greg Berlin
Gregory C. Berlin (viselt nevén: Greg Berlin; szül: 1958. szeptember) amerikai hardverfejlesztő mérnök, aki a Commodore felsőkategóriás Amiga-modellek hardverfejlesztési igazgatójaként vált ismertté.

## Tanulmányai
Felsőfokú számítástechnikai tanulmányait a Swarthmore College-ban kezdte 1976-ban, majd a Villanova Egyetemen végezte, ahol 1986-ban mesterfokozatot szerzett.

## Szakmai tevékenységei

### Kezdetek
A Swarthmore befejezése után egy a védelmi iparban tevékenykedő cégnél töltött el egy évet és minőségirányítási rendszerekhez fejlesztett adatbázis alkalmazásokat. Ezek után szintén egy évig már mint hardvertervező mérnök meglévő analóg gyártósor digitális (mikroprocesszor által vezérelt) átalakításáért volt felelős.

### Commodore Business Machines
1983-tól kezdődően összesen 13 évet töltött el a Commodore-nál (és jogutódjánál). Először a Commodore Plus/4, majd a Commodore 128 lemezmeghajtói, majd az A2232 7-portos soros port kártya fűződtek a nevéhez.
A későbbiekben felsőkategóriás számítógépmodellek tervezéséért és gyártásáért felelt. Legkiemelkedőbb projektjei, az Amiga 3000 és az Amiga 4000 modellek voltak, melyeknek a gyártását is ő szervezte meg. Irányította a hardverfejlesztő mérnök csapatot, maga is tervezett egyedi ("custom") chipeket (pl. Ramsey, Fat Gary, DMAC rev.2).

### Szerződéses projektmunkák
1995-től 2009-ig független projektmérnökként számos vállalatnál, startupnál dolgozott határozott idejű szerződéssel. Tervezett szemészeti vizsgáló munkaállomást és más orvosi eszközöket, melyek kapcsán szabadalmat is jegyez. PC-khez hadveres DVD-dekódoló eszközöket (köztük a Dellnek alvállalkozásban), komplett multimédia-rendszereket, hálózati, valamint vezetéknélküli kommunikációval működő eszközöket (pl. kisállatok tartásával kapcsolatos eszközök).

### LifeShield
Az Ingrid néven induló startup hardver mérnökségi és gyártási igazgatójaként megalkotta a cég által kifejlesztett otthoni vezetéknélküli biztonsági rendszer kulcselemeit. Az általa kifejlesztett Linux-alapú biztonsági platform vezetett a cég DIRECTV általi felvásárlásához 2013-ban.

### Jelen
Hardvermérnökségi, illetve beszállítói partnerprogram menedzserként dolgozik 2014-től a Zonoff, majd 2017-től napjainkig a Ring nevű vállalatnál.